# O Rosal
O Rosal és un municipi de la província de Pontevedra a Galícia. Pertany a la Comarca do Baixo Miño.
Té 44,13 km² amb 6595 habitants (2010) i densitat poblacional de 148,97 hab/km².

## Parròquies
As Eiras (San Bartolomeu), O Rosal (Santa Mariña), San Miguel de Tabagón (San Miguel) i Tabagón (San Xoán).

## Història
S'han trobat vestigis paleolítics, que inclouen pintures rupestres, i de l'edat del bronze. La cultura dels castros va estar molt present en aquesta zona. Durant l'edat mitjana va pertànyer al Monestir Cistercenc de Santa María la Real d'Oia. En 1847 es constituïx l'ajuntament independitzant-se d'A Guarda. En 1879, el rei Alfonso XII li atorga el títol de vila.